# Torneo Apertura Primera División de Guatemala 2013
Para el Torneo Apertura 2013 de la Primera División de Guatemala se han confirmado la participación de 20 equipos.

## Mecánica del torneo
El torneo de apertura, es el comienzo de la temporada 2013-2014 del fútbol profesional en Guatemala. La liga de Primera División está conformada por veinte equipos que se organizan en dos grupos de acuerdo a la región donde se ubican ya sea nororiente o suroccidente. La primera fase del torneo enfrenta entre sí a todos los equipos participantes, y avanzan a la fase final (torneo final a eliminación directa) los cuatro mejores equipos de cada grupo pasan enfrentándose contra el grupo opuesto según su clasificación en su respectivo grupo.

## Tabla de posiciones

### Grupo A
| Pos | Equipo                     | PJ | G  | E | P  | GF | GC | DIF | PTS |
| --- | -------------------------- | -- | -- | - | -- | -- | -- | --- | --- |
| 1   | Deportivo Puerto San José  | 18 | 10 | 4 | 4  | 27 | 21 | +6  | 34  |
| 2   | Deportivo Petapa           | 18 | 9  | 5 | 4  | 29 | 18 | +11 | 32  |
| 3   | Deportivo La Gomera        | 18 | 8  | 4 | 6  | 34 | 20 | +14 | 28  |
| 4   | Deportivo San Pedro        | 18 | 8  | 2 | 8  | 18 | 21 | -3  | 26  |
| 5   | Deportivo Chiantla         | 15 | 7  | 3 | 8  | 22 | 21 | +1  | 24  |
| 6   | Deportivo Ayutla           | 18 | 7  | 3 | 8  | 24 | 25 | -1  | 24  |
| 7   | Huehueteco F.C.            | 18 | 7  | 3 | 8  | 20 | 23 | -3  | 24  |
| 8   | Barillas F.C.              | 18 | 5  | 5 | 6  | 21 | 23 | -2  | 20  |
| 9   | Deportivo Nueva Concepción | 18 | 6  | 3 | 9  | 28 | 31 | -3  | 21  |
| 10  | Aurora F.C.                | 18 | 4  | 4 | 10 | 16 | 34 | -18 | 16  |

|  | Clasificados para la Fase Final |

### Grupo B
| Pos | Equipo                  | PJ | G  | E | P  | GF | GC | DIF | PTS |
| --- | ----------------------- | -- | -- | - | -- | -- | -- | --- | --- |
| 1   | Deportivo Sacachispas   | 18 | 10 | 4 | 4  | 25 | 13 | +12 | 34  |
| 2   | Antigua GFC             | 18 | 10 | 1 | 7  | 31 | 27 | +4  | 31  |
| 3   | Deportivo Guastatoya    | 18 | 8  | 5 | 5  | 33 | 22 | +11 | 29  |
| 4   | Deportivo Sayaxché      | 18 | 8  | 4 | 6  | 31 | 29 | +2  | 28  |
| 5   | Cobán Imperial          | 18 | 8  | 4 | 6  | 23 | 22 | +1  | 28  |
| 7   | Deportivo Mixco         | 18 | 8  | 2 | 8  | 27 | 23 | +4  | 26  |
| 6   | Deportivo San Francisco | 18 | 7  | 5 | 6  | 29 | 33 | -4  | 26  |
| 9   | Deportivo Zacapa        | 18 | 5  | 4 | 9  | 21 | 25 | -4  | 19  |
| 8   | Atlético Jalapa         | 18 | 4  | 6 | 8  | 34 | 39 | -5  | 18  |
| 10  | Deportivo Achuapa       | 18 | 3  | 3 | 12 | 16 | 37 | -21 | 12  |

|  | Clasificados para la fase final |

#### Fase final
|  | Cuartos de final | Cuartos de final          | Cuartos de final | Cuartos de final      | Cuartos de final |   |    | Semifinales        | Semifinales | Semifinales | Semifinales | Semifinales |  |    | Final                 | Final | Final | Final | Final |  |
|  |                  |                           |                  |                       |                  |   |    |                    |             |             |             |             |  |    |                       |       |       |       |       |  |
|  |                  |                           |                  |                       |                  |   |    |                    |             |             |             |             |  |    |                       |       |       |       |       |  |
|  | 1A               | Deportivo Puerto San José | 1                | 3                     | 4                |   |    |                    |             |             |             |             |  |    |                       |       |       |       |       |  |
|  | 1A               | Deportivo Puerto San José | 1                | 3                     | 4                |   |    |                    |             |             |             |             |  |    |                       |       |       |       |       |  |
|  | 4B               | Deportivo Sayaxché        | 6                | 0                     | 6                |   |    |                    |             |             |             |             |  |    |                       |       |       |       |       |  |
|  | 4B               | Deportivo Sayaxché        | 6                | 0                     | 6                |   | 4B | Deportivo Sayaxché | 1           | 0           | 1           |             |  |    |                       |       |       |       |       |  |
|  |                  |                           |                  |                       |                  |   | 4B | Deportivo Sayaxché | 1           | 0           | 1           |             |  |    |                       |       |       |       |       |  |
|  |                  |                           | 1B               | Deportivo Sacachispas | 0                | 3 | 3  |                    |             |             |             |             |  |    |                       |       |       |       |       |  |
|  | 1B               | Deportivo Sacachispas     | 1B               | Deportivo Sacachispas | 0                | 3 | 3  | 0                  | 4           | 4           |             |             |  |    |                       |       |       |       |       |  |
|  | 1B               | Deportivo Sacachispas     |                  |                       |                  |   |    |                    |             | 4           |             |             |  |    |                       |       |       |       |       |  |
|  | 4A               | Deportivo San Pedro       | 2                | 0                     | 2                |   |    |                    |             |             |             |             |  |    |                       |       |       |       |       |  |
|  | 4A               | Deportivo San Pedro       | 2                | 0                     | 2                |   |    |                    |             |             |             |             |  | 1B | Deportivo Sacachispas | 0     | 3     | 3     |       |  |
|  |                  |                           |                  |                       |                  |   |    |                    |             |             |             |             |  | 1B | Deportivo Sacachispas | 0     | 3     | 3     |       |  |
|  |                  |                           | 2A               | Deportivo Petapa      | 3                | 1 | 4  |                    |             |             |             |             |  |    |                       |       |       |       |       |  |
|  | 2A               | Deportivo Petapa          | 2A               | Deportivo Petapa      | 3                | 1 | 4  |                    | 2           | 2           |             |             |  |    |                       |       |       |       |       |  |
|  | 2A               | Deportivo Petapa          |                  |                       |                  |   |    |                    |             | 2           |             |             |  |    |                       |       |       |       |       |  |
|  | 3B               | Deportivo Guastatoya      | 0                | 1                     | 1                |   |    |                    |             |             |             |             |  |    |                       |       |       |       |       |  |
|  | 3B               | Deportivo Guastatoya      | 0                | 1                     | 1                |   | 2A | Deportivo Petapa   | 0           | 3           | 3           |             |  |    |                       |       |       |       |       |  |
|  |                  |                           |                  |                       |                  |   | 2A | Deportivo Petapa   | 0           | 3           | 3           |             |  |    |                       |       |       |       |       |  |
|  |                  |                           | 3A               | Deportivo La Gomera   | 2                | 0 | 2  |                    |             |             |             |             |  |    |                       |       |       |       |       |  |
|  | 2B               | Antigua GFC               | 3A               | Deportivo La Gomera   | 2                | 0 | 2  | 2                  | 0           | 2           |             |             |  |    |                       |       |       |       |       |  |
|  | 2B               | Antigua GFC               |                  |                       |                  |   |    |                    |             | 2           |             |             |  |    |                       |       |       |       |       |  |
|  | 3A               | Deportivo La Gomera       | 3                | 0                     | 3                |   |    |                    |             |             |             |             |  |    |                       |       |       |       |       |  |
|  | 3A               | Deportivo La Gomera       | 3                | 0                     | 3                |   |    |                    |             |             |             |             |  |    |                       |       |       |       |       |  |
|  |                  |                           |                  |                       |                  |   |    |                    |             |             |             |             |  |    |                       |       |       |       |       |  |